# Jean-Christophe et Winnie
Ne doit pas être confondu avec le film Goodbye Christopher Robin, de Simon Curtis.
Pour plus de détails, voir Fiche technique et Distribution.
Jean-Christophe et Winnie ou L'Histoire de Jean-Christophe au Québec (Christopher Robin), est un film américain réalisé par Marc Forster, sorti 2018. Il s'agit d'une adaptation cinématographique en prise de vues réelle de la franchise Winnie l'ourson de Walt Disney Pictures.
Le film suit Jean-Christophe, le petit garçon des aventures de Winnie l'ourson, qui est désormais adulte, marié à Evelyn et père d'une fille nommée Madeleine. Avec l'âge, Jean-Christophe a perdu toute son imagination. Winnie et ses amis Porcinet, Tigrou, Coco Lapin, Bourriquet, Maman Gourou, Petit Gourou et Maître Hibou reviennent alors dans sa vie pour l'aider à retrouver son âme d'enfant.
Jean-Christophe et Winnie sort le 3 août 2018 et devient le film de la saga Winnie l'ourson le plus rentable avec 197 millions de dollars de recettes mondiales dépassant Les Aventures de Tigrou (2000).
Le film a reçu un accueil majoritairement positif de la part de la critique, notamment sur l'interprétation, la musique et les effets spéciaux.

## Synopsis
Jean-Christophe part pour le pensionnat, alors ses amis de la Forêt des rêves bleus, Winnie l'Ourson, Tigrou, Porcinet, Bourriquet, Maman Gourou, Petit Gourou, Maître Hibou et Coco Lapin lui organisent une fête d'adieu. Jean-Christophe réconforte Winnie et lui dit qu'il ne l'oubliera jamais.
Les expériences difficiles de Jean-Christophe au pensionnat et la mort soudaine de son père le forcent à grandir rapidement et il laisse bientôt ses amis de la Forêt des rêves bleus derrière lui. Devenu adulte, il épouse l'architecte Evelyn, a une fille nommée Madeleine et s'engage dans l'armée britannique pendant la Seconde Guerre mondiale. Après la guerre, il travaille comme directeur de productivité chez le bagagerie Winslow. Il néglige sa famille en raison de son travail exigeant et prévoit d'envoyer Madeleine en pension, tout comme lui. Alors que l'entreprise traverse une période difficile, le patron de Jean-Christophe, Giles Winslow Jr., lui dit de réduire ses dépenses de 20 %, principalement en choisissant les employés à licencier, et de présenter son plan lundi. Jean-Christophe manque ainsi de rejoindre sa famille dans leur chalet de campagne dans le Sussex pour le week-end de fin d'été.
Lorsque Winnie se réveille le lendemain matin et ne retrouve plus ses amis, il décide de franchir la porte par laquelle Jean-Christophe a l'habitude d'apparaître et se retrouve à Londres. Il retrouve Jean-Christophe qui ne s'attendait pas à le revoir depuis des années et le ramène chez lui à Londres. Après une nuit et une matinée chaotique, Jean-Christophe escorte Winnie dans le Sussex par le prochain train.
Après s'être faufilés devant le chalet de Jean-Christophe, ils entrent dans la Forêt des rêves bleus. Jean-Christophe devient contrarié par la naïveté de Winnie et sa peur des Efélants et des Nouïfes. Winnie, dans une tentative de lui rendre la boussole de Jean-Christophe, trébuche dans la mallette de Jean-Christophe et ses papiers se renversent sur le sol. Furieux, Jean-Christophe crie sur Winnie, disant qu'il n'est plus un enfant, avant qu'ils ne soient séparés dans le brouillard. Il tombe dans un piège à Éfélant, qui est inondé par la pluie, le trempant ainsi que ses affaires.
Jean-Christophe retrouve Bourriquet et Porcinet, qui le conduisent vers les autres, cachés dans une bûche par peur d'un Éfélant (révélé être le grincement d'une girouette de la maison de Maître Hibou après que le vent l'a fait tomber de son arbre pendant qu'ils prenaient le thé). Incapable de persuader ses amis qui il est vraiment, Jean-Christophe joue à la chasse à l'Éfélant pour les convaincre. Après avoir vaincu l'Éfélant, Jean-Christophe convainc enfin ses amis qu'il est vraiment Jean-Christophe, et ils le saluent joyeusement. Lorsqu'ils retrouvent Winnie, Jean-Christophe s'excuse de s'être énervé contre lui et lui dit à quel point il se sent perdu. Winnie lui pardonne, rappelant à Jean-Christophe qu'ils se sont retrouvés et le réconforte avec un câlin. Le lendemain matin, Jean-Christophe se précipite de la Forêt des rêves bleus pour aller à sa réunion, après que Tigrou lui a donné sa serviette. En chemin, il retrouve sa famille, mais à la grande déception de Madeleine, il part pour Londres.
Winnie se rend compte que Tigrou a enlevé les papiers de Jean-Christophe lors du séchage de sa mallette, alors Winnie, Tigrou, Porcinet et Bourriquet décident de les lui rendre. Ils rencontrent Madeleine, qui les reconnaît grâce aux dessins de son père. Madeleine les rejoint, voulant dissuader son père de l'envoyer en pension, et ils montent à bord d'un train pour Londres. Evelyn suit après avoir découvert une lettre laissée par Madeleine. Lors de sa réunion, Jean-Christophe découvre que sa mallette contient des objets de la forêt que Tigrou lui avait donnés, dont la queue de Bourriquet. Evelyn arrive et Jean-Christophe la rejoint pour rechercher Madeleine. Le groupe de Madeleine se range dans des caisses, mais Tigrou, Bourriquet et Porcinet sont accidentellement jetés dehors et ils rencontrent Jean-Christophe et Evelyn en voiture. Winnie et Madeleine arrivent près du bâtiment Winslow et retrouvent Jean-Christophe et les autres, mais Madeleine trébuche accidentellement dans les escaliers et perd tous les papiers sauf un, la bouleversant ainsi que Winnie. Jean-Christophe assure Madeleine de son importance pour lui et lui dit qu'il ne l'enverra pas en pensionnat.
En utilisant le seul papier que Madeleine a sauvé, Jean-Christophe improvise un nouveau plan consistant à réduire les prix des bagages, à vendre leurs bagages aux gens ordinaires pour augmenter la demande et à donner des congés payés aux employés. Winslow Jr. rejette l'idée, mais Winslow Sr. se réchauffe et accepte le plan. Winslow Jr. est humilié alors que Jean-Christophe souligne qu'il n'a en rien contribué au plan, après avoir joué au golf tout le week-end.
Jean-Christophe, accompagné de Winnie, Tigrou, Bourriquet et Porcinet, emmène enfin sa famille dans la Forêt des rêves bleus pour rencontrer le reste de ses amis. Alors que tout le monde se détend lors d'un pique-nique, Winnie et Jean-Christophe partagent tous les deux un tendre moment ensemble.

## Fiche technique
Sauf indication contraire, les informations mentionnées dans cette section peuvent être confirmées par les bases de données cinématographiques IMDb et Allociné,  présentes dans la section « Liens externes ».
- Titre original : Christopher Robin
- Titre français : Jean-Christophe et Winnie
- Titre québécois : L'Histoire de Jean-Christophe
- Réalisation : Marc Forster
- Scénario : Alex Ross Perry, Allison Schroeder, Tom McCarthy et Mark Steven Johnson d'après l'œuvre d'Alan Alexander Milne
- Musique : Jon Brion
  - Conseiller musical : Richard M. Sherman (non-crédité)
- Direction artistique : Ravi Bansal, Guy Bradley, Stephen Dobric, Dominic Hyman et Paul Laugier
- Décors : Jennifer Williams
- Costumes : Jenny Beavan
- Montage : Matt Chesse
- Photographie : Matthias Koenigswieser
- Production : Joe Roth, Brigham Taylor
  - Coproduction : Steve Gaub
- Sociétés de production : Walt Disney Pictures
- Société de distribution : Walt Disney Motion Pictures
- Pays de production :  États-Unis
- Langue originale : anglais
- Format : couleur
- Genre : comédie dramatique, aventure
- Durée : 103 minutes
- Classification :
  - États-Unis : PG
  - France : tous publics
- Dates de sortie :
  - France : 24 octobre 2018
  - États-Unis : 3 août 2018

## Distribution
- Ewan McGregor (VF : Bruno Choël ; VQ : Maël Davan-Soulas) : Jean-Christophe (Christopher Robin)
- Hayley Atwell (VF : Sandra Valentin ; VQ : Catherine Proulx-Lemay) : Evelyn, l'épouse de Jean-Christophe
- Bronte Carmichael (VF : Lévanah Solomon ; VQ : Juliane Belleau) : Madeleine, la fille de Jean-Christophe et Evelyn (Madeline)
- Mark Gatiss (VF : Patrick Osmond ; VQ : Louis-Philippe Dandenault) : Giles Winslow Jr., le patron de Jean-Christophe
- Oliver Ford Davies (VF : Michel Prud'homme ; VQ : Hubert Fielden) : Giles Winslow Sr., le père de Winslow Jr.
- Orton O'Brien (VF : Simon Faliu) : Jean-Christophe, jeune
- Adrian Scarborough (VF : Patrice Dozier) : Hal Gallsworthy
- Roger Ashton-Griffiths (VF: Jean-Bernard Guillard) : Ralph Butterworth
- John Dagleish (VF : Xavier Béja) : Matthew Leadbetter
- Amanda Lawrence (VF : Pascale Chemin) : Joan MacMillan
- Paul Chahidi (VF : Philippe Peythieu ; VQ : Alain Zouvi) : Cecil Hungerford
- Simon Farnaby (VF : Frédéric Cerdal) : le chauffeur de taxi
- Mackenzie Crook (VF : Fabien Jacquelin) : le marchand de journaux
- Gareth Mason (VF : Jérôme Wiggins) : le vendeur de ballons

Et les voix de
- Jim Cummings (VF : Jean-Claude Donda ; VQ : Pierre Verville) et (VF : Patrick Préjean ; VQ : Daniel Picard) : Winnie l'ourson et Tigrou
- Brad Garrett (VF : Wahid Lamamra ; VQ : Vincent Potel) : Bourriquet
- Nick Mohammed (VF : Hervé Rey ; VQ : Daniel Lesourd) : Porcinet
- Peter Capaldi (VF : Michel Mella ; VQ : Denis Michaud) : Coco Lapin
- Toby Jones (VF : Bernard Alane ; VQ : Jacques Lavallée) : Maître Hibou
- Sophie Okonedo (VF : Céline Monsarrat ; VQ : Céline Monsarrat) : Maman Gourou
- Sara Sheen (VF : Simon Faliu ; VQ : Élia St-Pierre) : Petit Gourou

Photos des acteurs principaux.
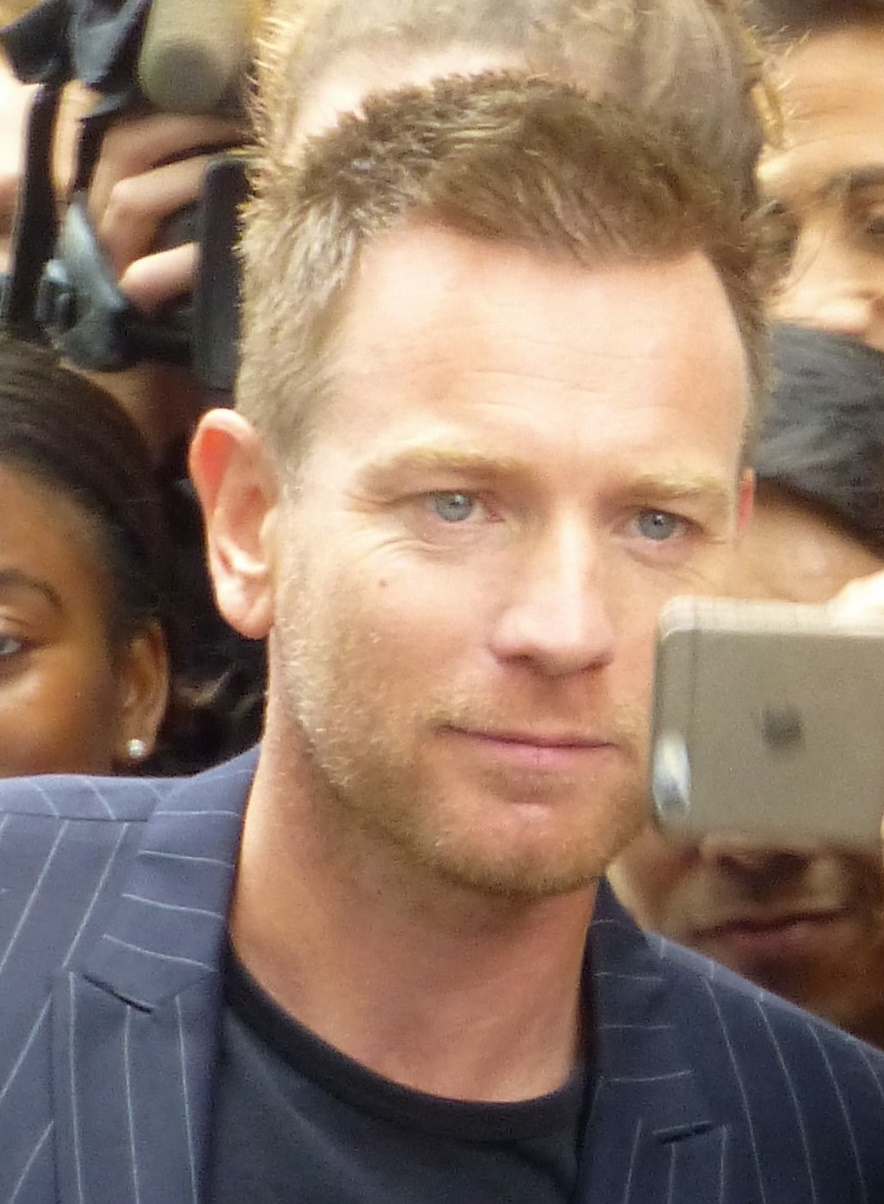
Ewan McGregor en 2016.
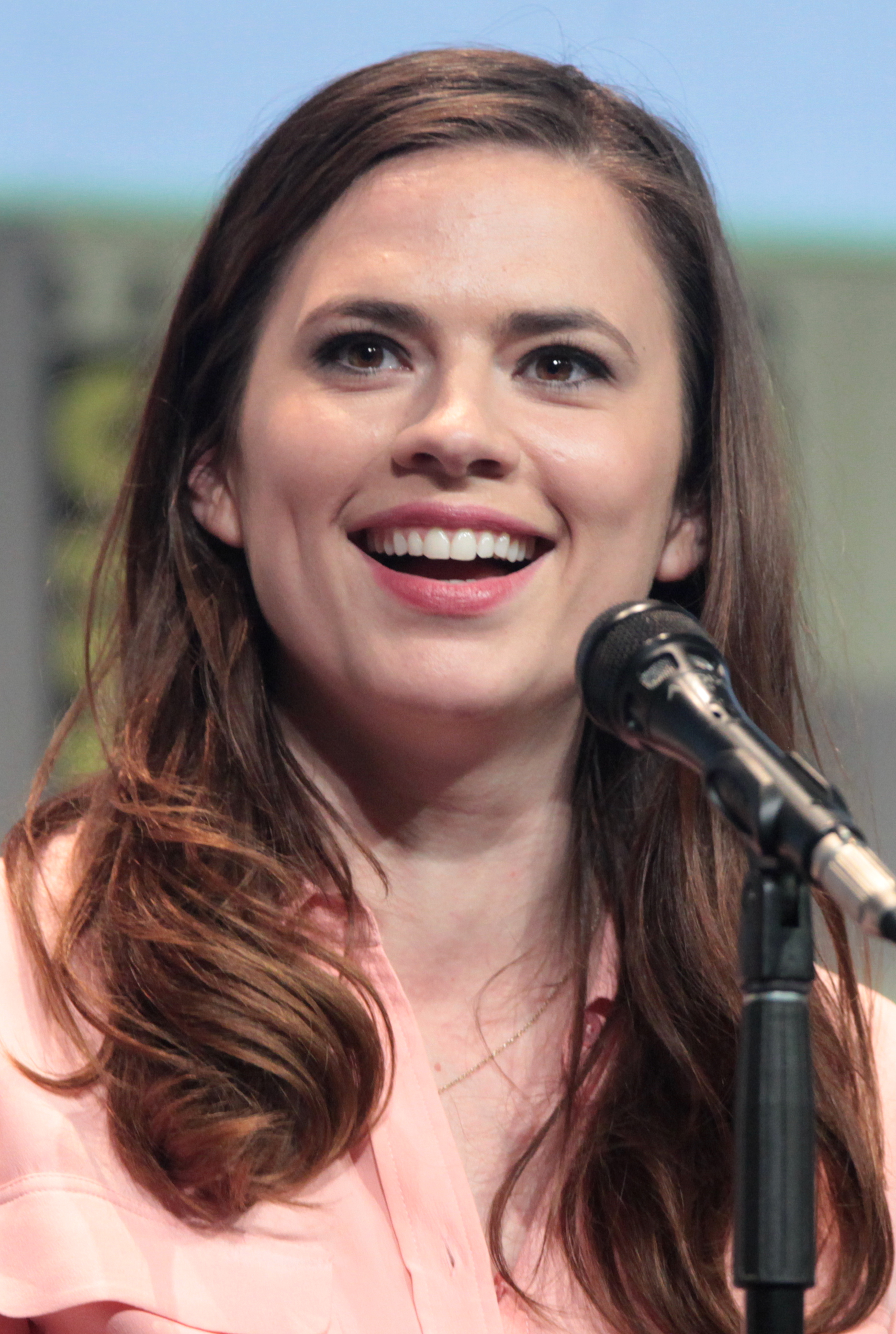
Hayley Atwell en 2015.
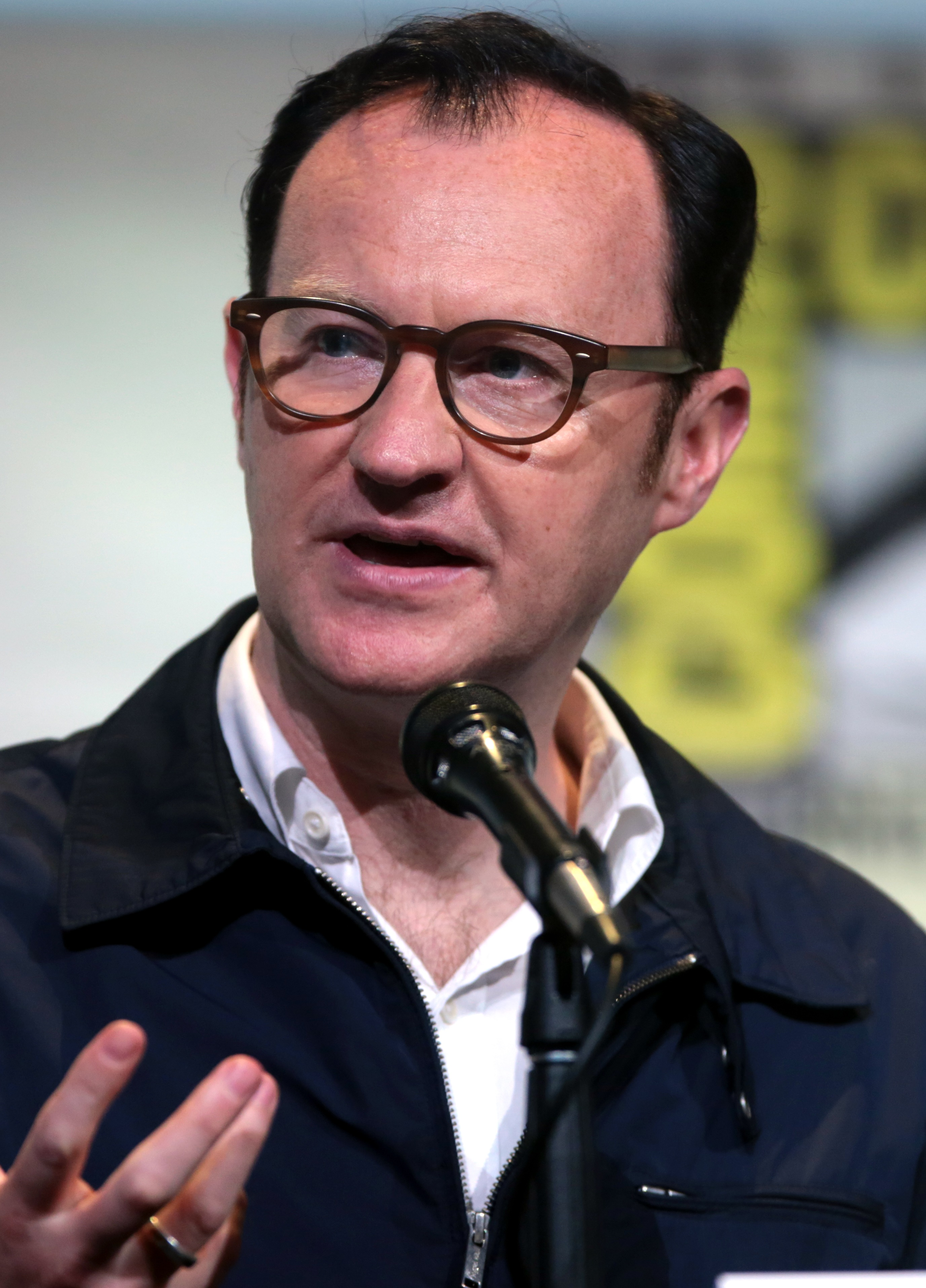
Mark Gatiss en 2016.
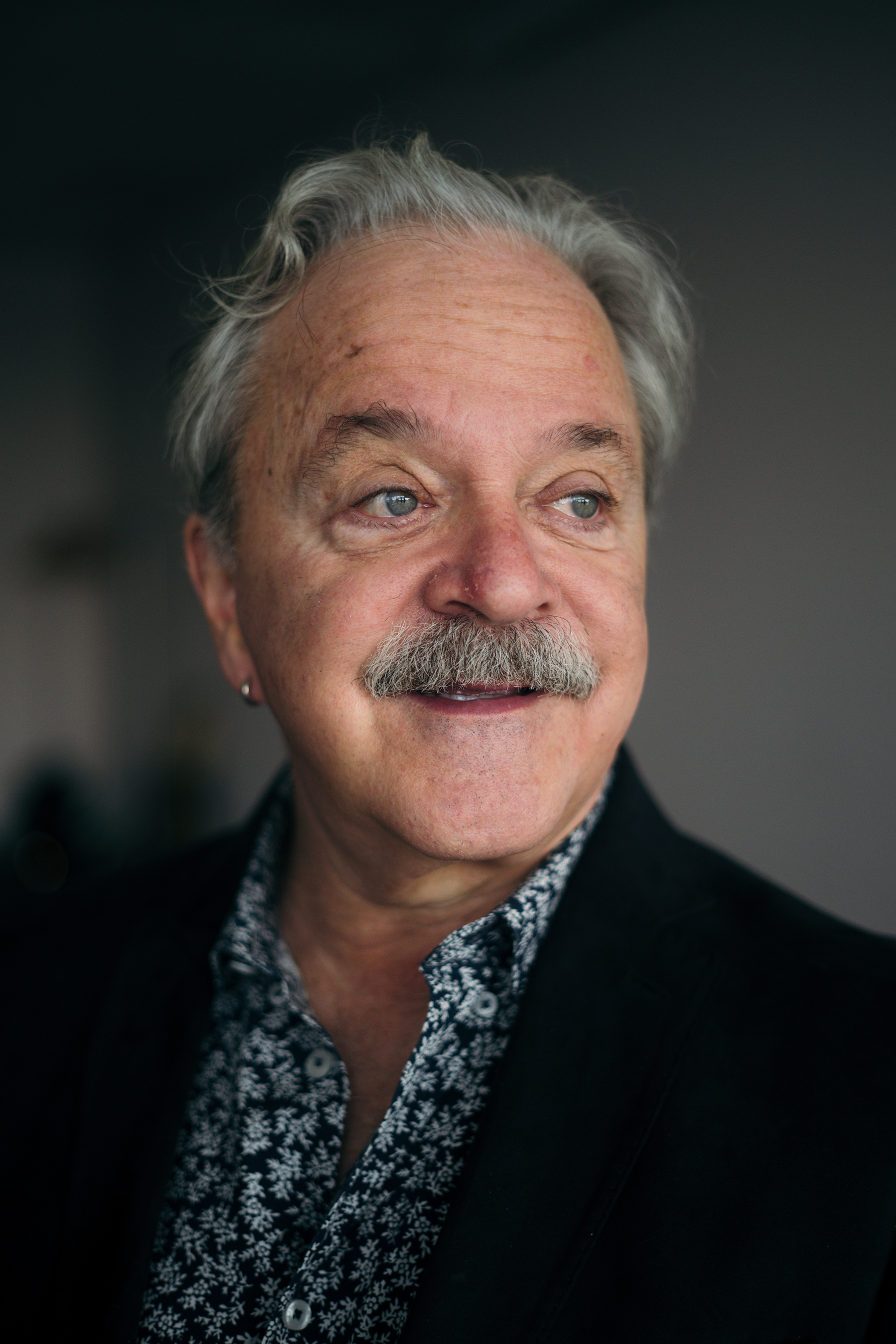
Jim Cummings en 2018.

## Production

### Genèse et développement
En avril 2015, Walt Disney Pictures annonce une adaptation cinématographique en prise de vues réelle de sa franchise Winnie l'ourson, dans la veine des films Alice au pays des merveilles (2010), Maléfique (2014) et Cendrillon (2015) et d'autres projets similaires. Alex Ross Perry est chargé d'écrire un scénario autour du personnage de Jean-Christophe désormais adulte et retournant dans la forêt des rêves bleus. En novembre 2016, Marc Forster est annoncé comme réalisateur. En mars 2017, Tom McCarthy est chargé de procéder à des réécritures sur le script, tout comme Allison Schroeder

### Attribution des rôles

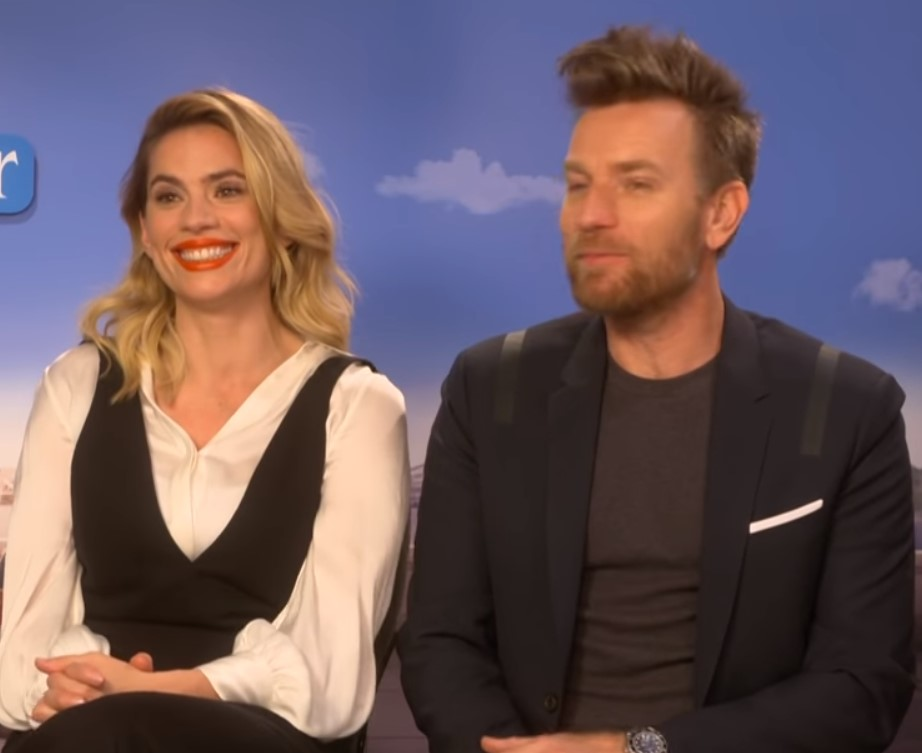
Les acteurs principaux Hayley Atwell et Ewan McGregor durant la promotion du film, en août 2018.

En avril 2017, Ewan McGregor est annoncé dans le rôle principal de Jean-Christophe (Christopher Robin en version originale). En juin 2017, il est annoncé que Gemma Arterton est en lice pour incarner sa femme, mais elle refuse. En août et septembre 2017, Hayley Atwell et Mark Gatiss obtiennent respectivement les rôles d'Evelyn (femme de Jean-Christophe) et Giles (patron de Jean-Christophe).
Jim Cummings et Wyatt Hall prêtent quant à eux à nouveau leur voix à Winnie l'ourson, Tigrou et Petit Gourou, alors que Brad Garrett et Nick Mohammed doubleront Bourriquet et Porcinet,,,.

### Tournage
Le tournage débute en août 2017 en Angleterre,. Il a lieu notamment dans le Windsor Great Park ou encore à Douvres.

### Effets spéciaux
L'animation des personnages de la Foret des rêves bleus est réalisée par les studios Framestore et Method Studios sous la direction de Chris Lawrence et Michael Eames.

## Accueil

### Accueil critique
Aux États-Unis, le film reçoit en majorité des critiques positives. Metacritic donne une note de 60/100. Tandis que Rotten Tomatoes donne au film une note d'approbation de 72% sur la base de 275 critiques avec une note moyenne de 6,2/10.
Ben Kenigsberg du New York Times déclare : « Une fois que Jean-Christophe et Winnie adoucit sa conception insupportable et inutilement cynique du personnage principal, il offre plus ou moins ce qu'une renaissance de Winnie devrait : une dose de nostalgie, un peu d'humour et d'animation tactile par ordinateur ».
Michael Phillips du Chicago Tribune donne au film une note de 3 sur 4 : « La sagesse et la gentillesse de Winnie l'ourson ne peuvent être niées. Les mêmes impulsions ont fonctionné pour les deux films de Paddington ».
L'interprétation d'Ewan McGregor dans le rôle de Jean-Christophe est particulièrement bien reçue.
En France, le site Allociné lui attribue une note moyenne de 3,2 à partir de l'interprétation des critiques de presse recensées. Les avis divergent mais restent globalement positifs. Tout en mettant une note de 3 sur 5, Le Parisien estime que « seuls les vieux fans de la bande à Winnie pourront être touchés par ces peluches philosophiques ». Plus positif, Libération « ne s’empêchera pas d’être ému de cette irruption réussie de peluches ». En revanche, Télérama est loin d'être convaincu, regrettant que « les nounours aux couleurs vives des dessins animés disparaissent au profit de peluches poussiéreuses en images de synthèse ». Les spectateurs lui réservent un accueil très positif, avec une note de 3,9/5 sur le site Allociné.

### Box-office
Le 4 août 2018, Jean-Christophe et Winnie dépasse les 25 millions d'USD de recettes pour son weekend de sortie.
Le film a reçu 99 millions d'USD sur le sol américain et 98,4 millions d'USD à l'international pour un montant brut total de 197 millions d'USD.
En France, le film attire 228 173 spectateurs durant la première semaine d'exploitation et totalise 424 614 entrées, un score nettement supérieure au film Winnie l'ourson, sorti en 2011.
En Chine, Jean-Christophe et Winnie est interdit à cause de la ressemblance de l'ourson avec le président Xi Jinping.

## Distinctions

### Récompenses
- Muse Creative Awards 2018 : Rose Gold Winner dans la catégorie « Poster Single »
- Asian Academy Creative Awards 2019 : meilleurs effets visuels ou spéciaux dans un film ou une série télévisée

### Nominations
- Oscars 2019 : meilleurs effets spéciaux
- Humanitas Prize 2019 : meilleur long métrage familial pour Alex Ross Perry, Tom McCarthy, Allison Schroeder, Greg Brooker et Mark Steven Johnson
- Young Artist Awards 2019 : meilleure jeune actrice dans un rôle secondaire dans un long métrage pour Bronte Carmichael
- Annie Awards 2019 : meilleure animation de personnage dans un film en prise de vues réelles pour Arslan Elver, Laurent Laban, Kayn Garcia, Claire Blustin et Marc-André Coulombe